# Rawah District
Rawah District är ett distrikt i Irak.   Det ligger i provinsen Al-Anbar, i den nordvästra delen av landet, 260 km nordväst om huvudstaden Bagdad.
Följande samhällen finns i Rawah District:
- ‘Anat al Qadīmah
- Rāwah